# Уильямс, Нелл
Нелл Уильямс (англ. Nell Williams; урожд. Нелл Мармалейд Уильямс) — британская актриса. В 2015 году исполнила роль молодой Серсеи Ланнистер (взрослую версию персонажа сыграла Лина Хиди) в пятом сезоне сериала HBO «Игра престолов». Также она снялась в таких сериалах как «Отвратительный мир Стэнли Брауна», «Любовь Миссис Хатто» и «Грандчестер». В 2016 году Уильямс снялась в фильме Вивиана Дэниелса «Город Лондон», премьера которого состоялась на Лос-Анджелесском кинофестивале.

## Фильмография

### Телевидение
| Год  | Название                         | Роль                      | Примечания                       |
| ---- | -------------------------------- | ------------------------- | -------------------------------- |
| 2012 | Отвратительный мир Стэнли Брауна | Джесс                     | Главная роль (12 эпизодов)       |
| 2012 | Любовь Миссис Хатто              | Молодая Бёрди             | Телефильм                        |
| 2013 | National Theatre Live            | Молодая Елизавета         | Эпизод: «Аудиенция»              |
| 2015 | Игра престолов                   | Серсея Ланнистер в юности | 5 сезон Эпизод: «Грядущие войны» |
| 2016 | Грандчестер                      | Джилли Бредли             | 2 сезон: 6 эпизод                |

### Фильмы
| Год  | Название           | Роль            | Примечания                                      |
| ---- | ------------------ | --------------- | ----------------------------------------------- |
| 2016 | Город Лондон       | Вивианг Дэниелс | Премьера на Лос-Анджелесском кинофестивале 2016 |
| 2019 | Ослеплённые светом | Элиза           | Премьера на Sundance Film Festival 2019         |

## Театр
- Любовь и информация[англ.], Royal Court Theatre, Лондон, 2012[6]
- Аудиенция, Гилгуд-театр, Лондон, 2013